# Anna Magdalena Rémuzat
Anna Magdalena Rémuzat (Anne-Madeleine Rémuzat, lub Rémusat, lub de Rémusat; ur. 29 listopada 1696 w Marsylii, zm. 15 lutego 1730 w Marsylii) – francuska wizytka, propagatorka kultu NSPJ oraz Tarczy Serca Jezusowego podczas epidemii dżumy w Marsylii w 1720 roku, współautorka Litanii do Najświętszego Serca Pana Jezusa, założycielka Bractwa Wieczystej Adoracji Najświętszego Serca Pana naszego Jezusa Chrystusa.

## Życiorys
Magdalena Remuzat (lub Remusat), urodziła się 29 listopada 1696 roku w Marsylii, w bardzo religijnej rodzinie kupieckiej. Została ochrzczona w dniu urodzin. Bardzo wcześnie wyrażała pragnienie zostania zakonnicą, a w wieku ośmiu lat poprosiła rodziców, aby zabrać ją do klasztoru św. Klary, wspólnoty gdzie były przyjmowane dzieci, jako członkinie Trzeciego Zakonu. Pomimo wstępnej odmowy, wielokrotnie powtarzała swe prośby, aż rodzice zgodzili się w 1705 roku, aby umieścić ją przez jakiś czas w drugim klasztorze wizytek w Rouen, założonym w 1652 roku przez m. Joannę Marię Cormier.
Magdalena przyjęła tam pierwszą Komunię św. następnego roku, po której otrzymywała wiele duchowych łask. W 1708 roku Jezus Chrystus wezwał ją do wierności i stania się jego „ofiarą”. Zaczęła wówczas początkowy okres wyrzeczenia i umartwienia. Jej przeżycia spotkań ze Zbawicielem stawały się coraz częstsze i bardziej intymne, ale przeszła potem próbę duchowej nocy i zaczęła doświadczać różnych cierpień. Następnie poprosiła ojca, aby mogła powrócić do rodziny, co uczyniła w 1709 roku.
W Marsylii rozwijała się pod duchowym kierownictwem o. Klaudiusza Franciszka Milley SJ i była aktywnie zaangażowana w różne organizacje charytatywne w mieście. Jej powołanie zakonne wkrótce ujawniło się ponownie i została postulantką w pierwszym klasztorze wizytek, 2 października 1711 roku. W klasztorze tym, założonym w 1623 roku, od 1691 roku znajdowała się kaplica Najświętszego Serca Jezusa. 14 stycznia 1712 roku złożyła śluby czasowe i przyjęła imię Anne-Madeleine. W sierpniu jej siostra Anna wstąpiła do tego klasztoru, gdzie otrzymała welon trzy miesiące później, pod imieniem Anne-Victoire (zm. 1760). Anna Magdalena złożyła śluby wieczyste 23 stycznia 1713 roku.
W dniu 17 października 1713 roku, w rocznicę śmierci św Małgorzaty Marii Alacoque, doświadczyła „szczególnego i niezwykłego” objawienia Pana Jezusa „dotyczącego chwały Jego Najświętszego Serca”. W 1716 roku dane jej było zobaczyć podczas ekstazy Trójcę Świętą, od której otrzymała błogosławieństwo. Powiedziała, iż „Czcigodna Osoba Syna wybrała mnie na ofiarę swego Serca, dając mi błogosławieństwo, aby otworzyć skarby zawarte w Nim”

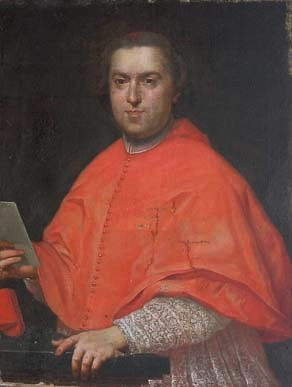
Bp François-Xavier de Belsunce de Castelmoron, realizator poselstw Anny Magdaleny Rémuzat

W następnym roku, zachęcona przez bpa Franciszka Ksawerego de Belsunce de Castelmoron, późniejszego kardynała, który chętnie ją wspierał, napisała statut Bractwa Nieustającej Adoracji Najświętszego Serca Pana naszego Jezusa Chrystusa, które planowała utworzyć. Papież Klemens XI zatwierdził je w sierpniu 1717, a w kwietniu 1718 roku wydrukowano statuty i materiał do ćwiczeń duchownych z nim związanych, w książeczce jej autorstwa „Podręcznik Wieczystej Adoracji Najświętszego Serca” oraz zainicjowano działalność bractwa. Liczba jego członków szybko wzrosła do tysięcy, a w klasztorach wizytek powstawały kolejne takie bractwa. Po jej śmierci bractwo liczyło 60 tysięcy członków. Zostało ono podwyższone do godności arcybractwa przez papieża Leona XIII w dniu 31 sierpnia 1880 roku.
W 1717 roku rozprzestrzeniły się w Marsylii doktryny jansenistyczne, z powodu których siostra Anna Magdalena bardzo cierpiała. Podczas nabożeństwa czterdziestogodzinnego przed Wielkim Postem, Jezus Chrystus w cudowny sposób ukazał się w Najświętszym Sakramencie w kościele franciszkanów w obecności tłumu ludzi na modlitwie. Anna Magdalena Rémuzat otrzymała w duchu od Chrystusa ostrzeżenie „o przyszłej karze, jeśli miasto nie podda się Jego miłosierdziu”. Przekazała to swemu kierownikowi duchowemu, ks. Milley, który zawiadomił biskupa Belsunce. Jej cierpienia znowu wzmogły się, aby już nigdy jej nie opuścić.
Epidemia dżumy wybuchła w Marsylii w lipcu 1720 roku. W październiku, kiedy modliła się, Chrystus dał jej zrozumieć, że „jest to na korzyść, gdyż zostanie zrealizowane ustanowienie święta ku czci Najświętszego Serca Jezusowego”. Tę wiadomość przekazała natychmiast biskupowi Belsunce, walczącemu z jansenizmem, który już 22 października ustanowił Uroczystość Najświętszego Serca Pana Jezusa w swojej diecezji. W dniu 1 listopada zaś uroczyście poświęcił miasto i diecezję Najświętszemu Sercu Pana Jezusa. Równocześnie rozpowszechniano wśród mieszkańców, za radą s. Anny Magdaleny, Tarcze Serca Jezusowego, czyli małe jego odznaki noszone na piersi. Ułożono wówczas pierwszą wersję Litanii do Najświętszego Serca Pana Jezusa, żarliwie odmawianej, w której część wezwań jest jej autorstwa. Zaraza zaczęła ustępować, ale wróciła w 1722 roku i dopiero po tym radni miasta Marsylii przysięgli, że będą uczestniczyć co roku w tej uroczystości.
Ks. Milley zmarł podczas epidemii, toteż zgodnie z radą biskupa, s. Anna Magdalena zaczęła korespondencję z ks. Girard, który zapewniał jej kierownictwo duchowe. Wcześniej, w maju 1719 roku, przeorysza m. Françoise Benigne Orlyé od św. Innocentego (zm. 1738) powołała ją na wychowawczynię nowicjuszek. W 1724 roku otrzymała odczuwanie stygmatów Męki Pańskiej, które jednak dla otoczenia pozostawały niewidoczne. W kolejnych latach kontynuowała swoją posługę wobec osób, którym ujawniała stan ich duszy oraz usługiwała w nadprzyrodzony sposób. Ofiarowywała modlitwy i cierpienia za grzeszników oraz doświadczała ekstaz i rozmaitych łask duchowych. W maju 1728 przeorysza, m. Nogaret powołała ją na ekonomkę klasztoru. Anna Magdalena Rémuzat poważnie zachorowała pod koniec stycznia 1730 roku i zmarła w opinii świętości 15 lutego tego roku.

## Proces beatyfikacji
Mieszkańcy Marsylii uważali siostrę Annę Magdalenę Rémuzat za świątobliwą, a od chwili jej śmierci głosili, iż „odeszła święta”, świadczyli też o cudach za jej przyczyną. Proces beatyfikacyjny został rozpoczęty 24 grudnia 1891, lecz z przyczyn proceduralnych zawieszony, a następnie przywrócony w 1921 roku, lecz bez powodzenia, gdyż dokumentacja o cudach została zniszczona. W XXI wieku proces został wszczęty po raz trzeci. 9 kwietnia 2009 roku arcybiskup Marsylii Georges Pontier mianował ks. Jean-Pierre Ellul postulatorem procesu. Ks. Ellul jest rektorem Bazyliki Najświętszego Serca w Marsylii, gdzie znajduje się zachowane serce s. Anny Magdaleny. W lutym 2011 roku ks. Ellul został przyjęty w Kongregacji Spraw Kanonizacyjnych. Materiały wysłano też do Benedykta XVI. Etap diecezjalny został zamknięty 2 lipca 2015 roku, a wszystkie dokumenty złożone w Rzymie 21 lipca 2015 roku w Kongregacji Spraw Kanonizacyjnych. Tymczasem ks. Ellul pracuje, aby życie i dzieło służebnicy Bożej Anny Magdaleny Rémusat było znane w internecie oraz zbiera nowe świadectwa o cudach zdziałanych za jej wstawiennictwem.
W czerwcu 2016 roku została w Marsylii opublikowana jej biografia autorstwa ks. Jean-Pierre Ellul „Sœur Anne-Madeleine, apôtre de la miséricorde”.